# Fondazione SF Magazine
Fondazione SF Magazine è una rivista amatoriale senza scopo di lucro pubblicata dall'agosto del 2001 come bollettino ufficiale dell'associazione Fondazione Science Fiction.
Fondata da Claudio Chillemi ed Enrico Di Stefano (vincitore del Premio Italia nel 2008), la rivista si è avvalsa, nel corso degli anni, del contributo di numerose personalità di spicco della fantascienza italiana e straniera. Dal 2004 fa parte stabilmente della redazione Emilio Di Gristina, esperto traduttore dal francese a cui si deve la riscoperta di José Moselli (autore di protofantascienza francese), nonché curatore del sito Uraniasat dedicato alla collana di fantascienza Urania della Arnoldo Mondadori Editore.
La rivista è stata più volte finalista al Premio Italia aggiudicandoselo per tre volte, nel 2006, nel 2008 e nel 2010. Copertinisti d'eccezione della rivista sono stati Franco Brambilla, Philippe Caza e Tiziano Cremonini.